# 島比呂志
島 比呂志（しま ひろし、1918年7月23日 - 2003年3月22日）は、日本の小説家。本名 岸上薫（きしうえ かおる）。

## 来歴・人物
香川県観音寺市出身。旧制香川県立三豊中学校、東京高等農林学校獣医学科卒業。
1940年（昭和15年）東京高等農林学校卒業後、満洲国立大陸科学院獣疫研究所に勤務。1943年（昭和18年） 東京高等農林専門学校（現 東京農工大学）助教授に就任。
1947年（昭和22年）6月、ハンセン病を発病し、国立療養所大島青松園に入所。1948年（昭和23年）6月、国立療養所星塚敬愛園へ転園。1958年（昭和33年）より、同人雑誌『火山地帯』を主宰。1990年（平成2年）6月、エイズ裁判原告赤瀬範保から「癩患者はなぜ怒らないのか？」という手紙を受け取る。これが島を動かすことになる。
1995年（平成7年）7月、「患者の権利法をつくる会」事務局長池永満弁護士のもとに島比呂志の手紙が届いた。これが国賠訴訟のキッカケとなる。同年7月20日、「けんりほうnews」48号に島が「法曹の責任」を発表。同年9月1日、九州弁護士会連合会（九弁連）へ申立書「らい予防法・優生保護法について」を提出。同年11月7日、九弁連は上記申立書を受けて人権擁護委員会（池永満委員長）が星塚敬愛園を訪問。島に聴き取りを開始。
1998年（平成10年）5月3日、「けんりほうnews」82号に島が「やっと燃えた怒りの火--ハンセン病訴訟・告訴宣言」を発表。1999年（平成11年）6月20日、社会復帰する。
2003年（平成15年）3月22日、多臓器不全のため逝去（84歳）。

## 星塚敬愛園にて
- 大島青松園で書いた童話集『銀の鈴』を敬愛園で知られ、文章が達者なことで、転園直後から文章部長、自治会理事、雑誌担当にさせられたが、園内の対立に巻き込まれてしまった。ハンセン病や、隔離政策にも深い関心を示し、色々意見を発表している。職員ではイシガオサム、入園者では馬場さん、改名して「山中捨五郎」および家族としてその息子の林　力など宗教人、行動を、医師では松丘保養園長の荒川巌の予防法反対の意見を高く評価している。1982年に「片居からの解放」を発表したが、その後、ハンセン病国賠訴訟時の意見と同じである。

- 島の友人である、竹牟礼巳良によると、島や竹牟礼の作品が「新潮」の同人雑誌の候補になり、同人誌の経済は潤っていたと書かれている。なお、竹牟礼は島が金集めがうまいと言った。[4]

## ハンセン病文学全集に収録された作品
- 『林檎』
  - ハンセン病療養所で結婚した相手は青森出身の女性。結核を発病し最後は林檎が欲しがった。主人公は探し、枇杷を手に入れたが間に合わなかった。
- 『奇妙な国』
  - 療養所を小さな国とみなして、その国の奇妙な様態を風刺している。日本国はこの小さな国では滅亡こそが国家唯一の大理想である。日本国は子孫を作らないために男性の精管を切り取ることを条件に衣食住と医療を補償すると明記したのだ。
- 『永田俊作』
  - ビルマ戦線における人肉食とハンセン病療養所内の生活を、二つの限界状況を組み合わせた小説である。
- 『カロの位置』
  - 断種されたので子供がもてない夫婦が飼っているカロという猫を子供のように可愛いがる。一部屋に3組の夫婦が生活するという異常な環境において、悲しい夫婦の心を猫に託して描いている。
- 『豊満中尉』
  - 元陸軍中尉の男がハンセン病療養所に入って急に軍人としての生きがいを覚えて患者を教練し、戦後は二派に分かれて選挙運動を始めた一方に肩入れして、闘争に熱中し、会長になるとらい予防法改正に反対する人権運動の闘士となる。
- 『生存宣言』
  - 長い間逃亡者として別名で療養所内に生活していた主人公が主宰する同人雑誌の20周年記念に出版した同人の作品集は話題となり、テレビ出演したおかげで、かつての教え子から手紙をもらい、ついに実名を出して生き返る。
- 『玉手箱』
  - 三十年ぶりに取りだした煙草盆に本名が書いてあり、煙草盆と本人が会話するという趣向。逃亡者の悲しい心がよくでている。
- 『海の沙』
  - 戦争中の飢餓と大勢のが師は、戦後の文学熱、プロミン治療、らい予防法改正反対運動、こういう時代と変革のさなかを「私」と「木塚」は同志として生きてきた。

## ハンセン病文学全集での批評
- 加賀乙彦による。[5]

## 著書
- 『生きてあれば』(1957)　講談社
- 『奇妙な国』新教出版社、1980
- 『片居からの解放　ハンセン病療養所からのメッセージ』(1985)社会評論社
  - 自叙伝というが、自分の見解を述べたエッセイ集。片居（かたい）は、かったい、すなわちハンセン病患者の事。らい病という呼称をあえて使うことにより、その呼称、まつわる印象を変えたいと考えている。1949年1月から使用されたプロミンは日本のらいの歴史を変えたと思っている。無菌になっても全く感染のおそれのない患者に退園社会復帰の道を閉ざしている予防法は明らかに憲法が保障する基本的人権を無視した悪法と言うほかはないという趣旨。
- 『海の沙』明石書店、1986
- 『来者の声　続・ハンセン病療養所からのメッセージ』（1988）社会評論社
- 『らい予防法の改正を』(1991) 岩波ブックレット
- 『「らい予防法」と患者の人権』(1993) 社会評論社
- 『生存宣言』(1996)社会評論社
- 『国の責任 今なお、生きつづけるらい予防法』篠原睦治共著　社会評論社　1998
- 『ハンセン病療養所から50年目の社会へ』矢辺拓郎写真　解放出版社　2001